# Desmodromisches Training
Das desmodromische Training (aus dem Griechischen von desmos (δεσμός, „Band, Fessel“) und dromos (δρόμος, „Weg“), sinngemäß also „kontrollierte Bewegung“) ist eine Trainingsvariante im Gesundheitstraining und auch im Kraftsport, die eine deutlich erhöhte exzentrische Last einsetzt und dadurch die verstärkte Ausbildung eines schnellen Muskelphänotyps fördert.

## Trainingskonzept
Die maximale willkürliche Kraftentwicklung ist bei der exzentrischen Muskelaktion größer als während der konzentrischen Muskelaktion. Somit ist aber bei konventionellem Krafttraining, das mit gleicher absoluter Last für beide Aktionen arbeitet (wie z. B. durch Gewichte, Hanteln oder Eigengewicht), der relative Anteil der exzentrischen Last immer geringer als der der konzentrischen. Grundlage des desmodromischen Konzeptes ist daher ein stetiger Wechsel von konzentrischer und exzentrischer Kraftarbeit, bei der der exzentrische Anteil mit höherer absoluter Kraft arbeitet als der konzentrische. Dadurch ergeben sich außergewöhnlich hohe Trainingsreize. Da diese Asymmetrie zwischen der positiv und negativ dynamischen Kraft mittels Hanteln oder Eigengewicht ohne intensive Mitwirkung eines Helfers nicht zu erreichen ist, werden üblicherweise computergesteuerte Maschinen eingesetzt.
Die kurzen Trainingseinheiten (ca. 30 bis 60 Sekunden pro Übung) an den einzelnen Geräten werden idealerweise bis zum Zeitpunkt der lokalen Erschöpfung durchgeführt. Ziel ist die vollständige Ausschöpfung der muskulären ATP-Vorräte.

## Entwicklung
Das Konzept wurde 1983 von J. Schnell und L. Spitz entwickelt. Seit breiter Verfügbarkeit entsprechender Trainingsgeräte in Studios seit ca. 2008 wird das Konzept auch verstärkt von Freizeitsportlern angewandt, typischerweise in Form eines Zirkeltrainings mit bis zu 15 Stationen.

## Physiologische Wirkung
Das spezielle und besonders intensive Reizmuster des Trainings fördert eine rasche Hypertrophie sowie die Bildung eines schnelleren Muskelphänotyps. In Studien wurden auch Konzentrationsanstiege in der mRNA von MHC IIa und Laktatdehydrogenase (LDH) A beobachtet, sowie eine Zunahme der anaerob laktaziden Energiebereitstellung festgestellt.